# 贝蒂娜·席费德克
贝蒂娜·席费德克（德語：Bettina Schieferdecker，1968年4月30日—），德国女子竞技体操运动员。她曾代表东德参加1988年夏季奥林匹克运动会体操比赛，获得女子团体全能铜牌。